# Evelyn (pel·lícula del 2012)
Evelyn és una pel·lícula espanyola del 2012 dirigida per Isabel de Ocampo sobre el tràfic de persones i l'explotació sexual de les immigrants. Pretén mostrar el descens als inferns del tràfic de persones, la destrucció de la personalitat i com una noia ingènua de poble acaba com a prostituta.

## Argument
Evelyn és una adolescent ingènua i plena de somnis que marxa del seu poble al Perú cap a Espanya. Pensa que trobarà treball en el restaurant de la seva cosina i podrà tenir una vida millor de la que l’espera al seu país. Tanmateix, quan hi arriba és enganyada i segrestada per uns proxenetes que l’obliguen a exercir la prostitució en un club de carretera. Aquesta degradació i privació de llibertat cerca anul·lar la seva voluntat per tal de transformar-la en una esclava sexual.

## Repartiment
- Cindy Díaz	 ...	Evelyn
- Sara Bibang	...	Elizabeth
- Vivi Cuenca	...	Limpiadora
- Adolfo Fernández	...	Ricardo
- Agnes Kiraly ...	Mayra
- Guadalupe Lancho ...	Amanda

## Crítiques
| «                             | "De Ocampo, primer, fuig de la morbositat del local i els nus (...) i centra la seva història en les bambolines (...) una proposta de bon plantejament i ranquejant composició" | » |
| — Javier Ocaña: Diari El País | |   |

| «                                | "Ocampo tria clavar-li tota la ràbia de la cambra a un tema escabrós i brutal. Curull de ganes, no obstant això, descura massa els aspectes tècnics i formals (...), que potser també llastra un pressupost bastant moderat" | » |
| — Carmen L. Lobo: Diari La Razón | |   |

## Nominacions
Ha estat nominada al Goya al millor director novell i a la Medalla del CEC al millor director revelació.